# Cuộc sống ngọt ngào

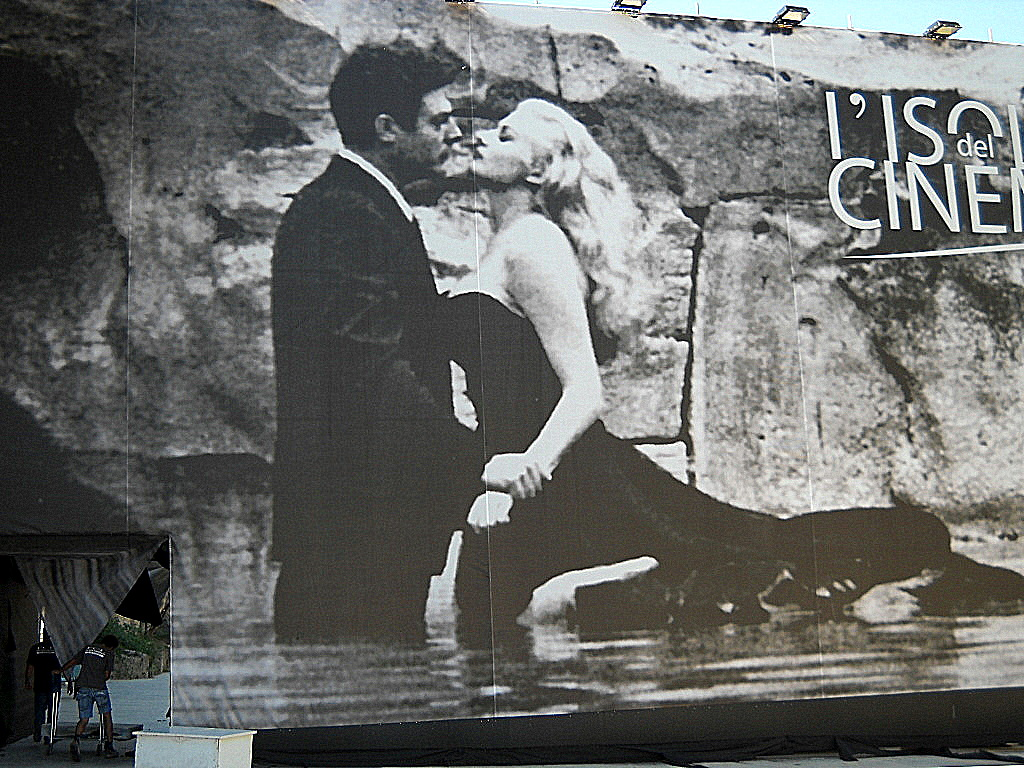
Cuộc sống ngọt ngào

Cuộc sống ngọt ngào (tiếng Italia: La Dolce Vita), là bộ phim của đạo diễn Ý Federico Fellini, năm 1960, giành giải Cành cọ vàng tại Liên hoan phim Cannes năm 1960, đề cử 4 giải Oscar và giành 1 giải, được tạp chí Empire bình chọn xếp 11 trong số 100 bộ phim hay nhất của điện ảnh thế giới.

## Diễn viên
- Marcello Mastroianni trong vai Marcello Rubini
- Anita Ekberg trong vai Sylvia
- Anouk Aimée trong vai Maddalena
- Yvonne Furneaux trong vai Emma
- Magali Noël trong vai Fanny
- Alain Cuny trong vai Steiner
- Nadia Gray trong vai Nadia
- Annibale Ninchi trong vai Bố của Marcello
- Walter Santesso trong vai Paparazzo
- Valeria Ciangottini trong vai Paola
- Riccardo Garrone trong vai Riccardo
- Ida Galli trong vai Người biểu diễn
- Audrey McDonald trong vai Jane
- Polidor trong vai Chú Hề
- Gloria Jones trong vai Gloria
- Alain Dijon trong vai Frankie Stout
- Enzo Cerusico trong vai Thợ săn ảnh
- Nico trong vai Nico